# Infecções sexualmente transmissíveis na indústria pornográfica
Infecções sexualmente transmissíveis na indústria pornográfica trata do risco de segurança e saúde ocupacional de contrair infecção sexualmente transmissívels (ISTs) por trabalhadores na indústria do sexo.
Desde os anos 1980, muitos casos de performers pornográficos contraindo HIV/AIDS foram relatados. Contudo, desde meados dos anos 2000, a estrita adesão a testes rigorosos de IST e a limitação do contato sexual apenas com colegas previamente testados interromperam a disseminação do HIV e de outras ISTs na indústria.

## Tipos de ISTs
Como a produção de filmes pornográficos envolve sexo não simulado, frequentemente sem preservativo, os atores pornográficos estão particularmente vulneráveis a várias infecção sexualmente transmissívels; especialmente HPV, febre do Zika, clamídia, gonorreia, sífilis e HIV/AIDS.
Especialistas sugerem que existem um total de trinta e cinco infecções e doenças que podem ser transmitidas sexualmente.

## Casos de HIV

### Anos 1980 e 1990

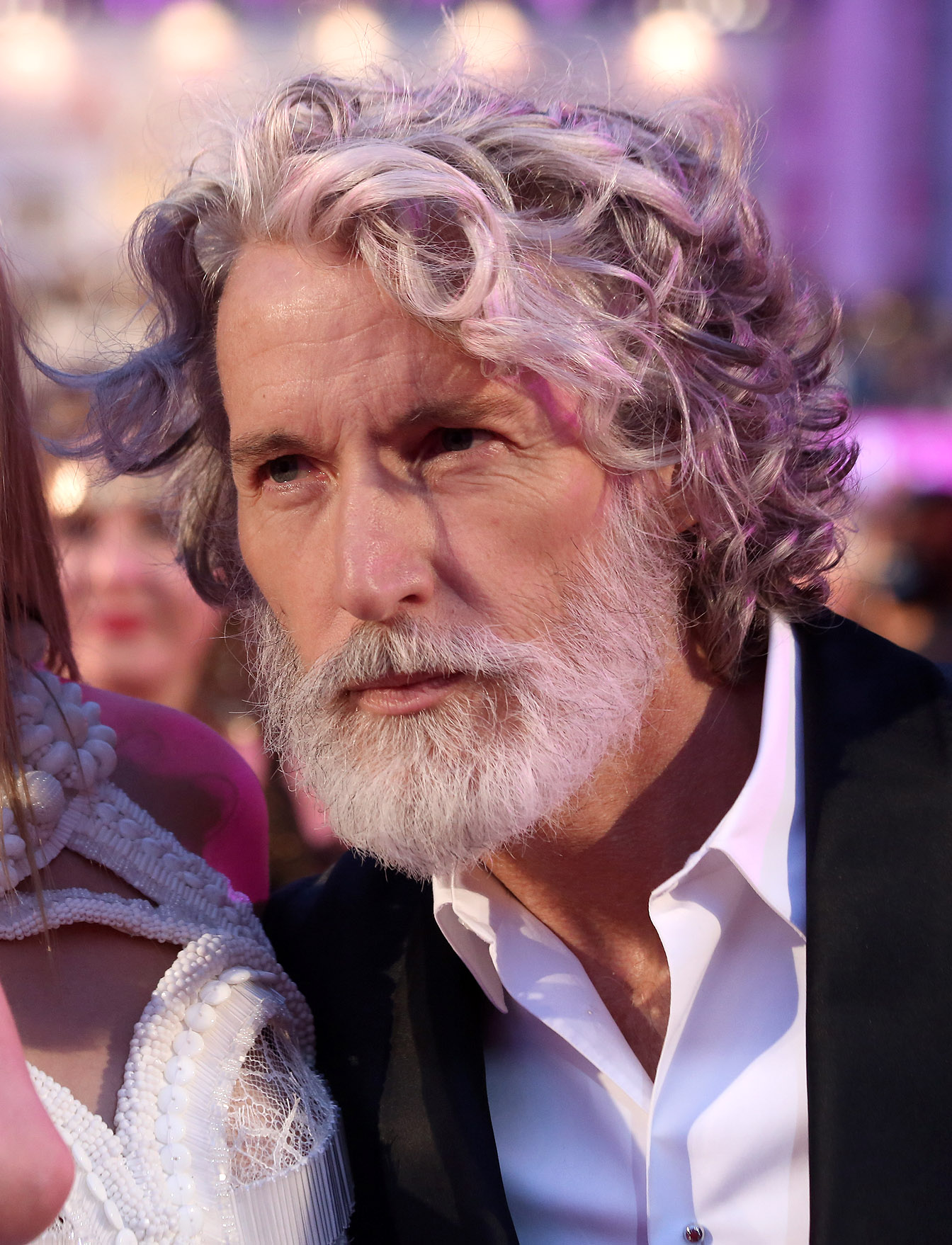
Aiden Shaw tornou-se HIV positive em 1997.

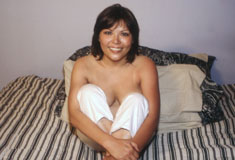
Brooke Ashley tornou-se HIV positive em 1998, mas retornou à pornografia em 2005 em um filme com seu namorado Eddie Wood, que também era HIV positivo.

Segundo a ex-atriz pornográfica Shelley Lubben, um surto de HIV nos anos 1980 levou à morte de 27 estrelas do pornô entre 1985 e 1992, incluindo Wade Nichols (que morreu em 1985), John Holmes (1988), Marc Stevens (1989) e Al Parker (1992).
Quando Nichols morreu em 1985, seu colega de elenco Ron Jeremy negou que a morte de Nichols estivesse relacionada à AIDS.:406
Stevens morreu de AIDS em 1989, aos 46 anos.
Parker morreu em 1992 por complicações da AIDS, aos 40 anos.
Em fevereiro de 1986, Holmes foi diagnosticado como HIV positivo. Seis meses antes, ele havia testado negativo. Durante o verão de 1986, Holmes, ciente do seu estado, concordou em atuar em dois filmes pornográficos a serem filmados na Itália, sem informar os produtores sobre seu diagnóstico de HIV.
No primeiro filme, A Ascensão e Queda da Imperatriz Romana, atuaram Ilona "Cicciolina" Staller (que posteriormente tornou-se membro do parlamento italiano), Tracey Adams, Christoph Clark e Amber Lynn.
No outro filme, O Diabo no Sr. Holmes, participaram Adams, Lynn, Karin Schubert e Marina Hedman.[carece de fontes?]
Posteriormente, revelou-se que Holmes optou conscientemente por não revelar seu estado de HIV aos produtores ou colegas antes de se envolver em sexo desprotegido durante as filmagens.
À medida que sua saúde se deteriorava, Holmes atribuiu de forma dissimulada sua condição a um câncer de cólon e somente confidenciou que tinha AIDS em janeiro de 1987.
Ele morreu de complicações relacionadas à AIDS em 13 de março de 1988, aos 43 anos.
Marc Wallice, um conhecido usuário de drogas intravenosas, testou positivo para HIV em 1998. Em 30 de abril de 1998, ele foi diagnosticado pela Fundação de Saúde da Indústria Médica para Adultos (AIM) como HIV positivo.
Alegou-se que ele escondeu seu diagnóstico de HIV por dois anos, com rumores de que teria feito isso utilizando exames de sangue falsificados em diversos ciclos de testes para continuar trabalhando.[carece de fontes?]
Essa especulação foi contestada e investigada com base nos testes de Wallice, mas não se duvidou de que, durante esse período, Wallice infectou sete mulheres no set: Brooke Ashley, Tricia Devereaux, Caroline, Nena Cherry, Jordan McKnight, Barbara Doll e Kimberly Jade.

### Anos 2000
Após três anos sem relatos de problemas de HIV na indústria, em abril de 2004, a AIM diagnosticou Darren James como HIV positivo. Concluiu-se que James havia sido infectado ao se envolver em sexo anal desprotegido com a atriz brasileira Bianca Biaggi durante uma cena do vídeo Divida Esse Bumbum 2 no Rio de Janeiro.
A AIM iniciou uma busca urgente por outros performers potencialmente infectados.
Foi descoberto que três atrizes que haviam trabalhado com James logo após seu retorno aos Estados Unidos também foram infectadas. Essas eram as canadenses Lara Roxx e Miss Arroyo, e a tcheca Jessica Dee.
O segmento heterossexual da indústria pornográfica paralisou voluntariamente suas atividades por 30 dias (originalmente foi anunciada uma moratória de 60 dias, mas esta foi antecipadamente revogada) enquanto se buscava resolver a situação.
Darren James, Jessica Dee e Lara Roxx foram impedidos de continuar na produção de conteúdo sexualmente explícito. Cerca de 60 atores que tiveram contato com James ou Roxx foram proibidos de trabalhar até que os testes de HIV fossem concluídos e eles fossem declarados HIV negativos. Outros aproximadamente 130 atores que tiveram contato com James foram testados e receberam resultado negativo para HIV. Ao final da moratória, um total de cinco atores foi diagnosticado com o vírus: um homem e quatro mulheres, incluindo uma mulher transgênero chamada Jennifer.
Em junho de 2009, a AIM informou que uma performer adulta havia testado positivo, embora se acreditasse que a transmissão tenha ocorrido em sua vida privada. A Saúde Pública do Condado de Los Angeles afirmou que houve 16 casos "não reportados" de HIV na indústria de filmes adultos. A Fundação de Saúde AIM alegou que esses casos não envolveram atores de companhias de produção que seguiam seus protocolos de testes e incluíram membros do público que utilizaram os serviços de testagem da AIM ou indivíduos que tentaram ingressar na indústria pornográfica e nunca conseguiram emprego em filmes adultos por não fornecerem comprovação de status negativo para HIV ou outras ISTs.

### Anos 2010

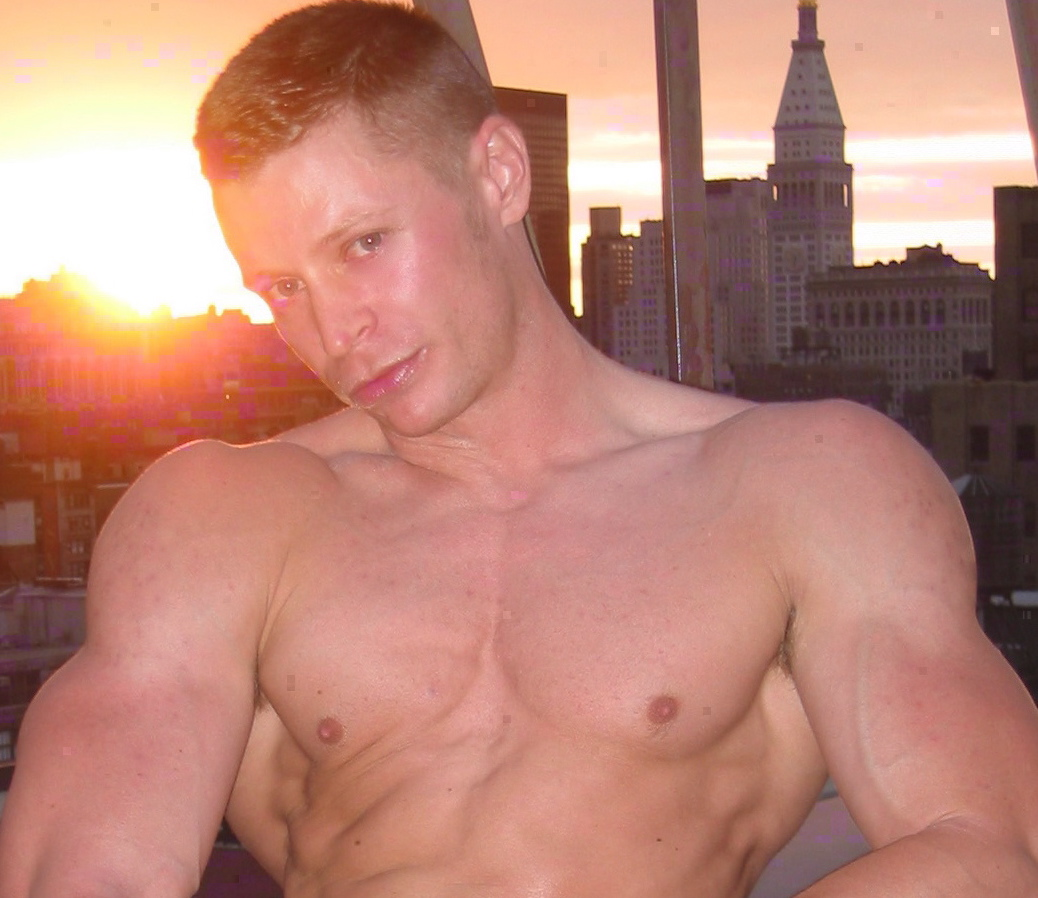
Josh Weston morreu devido à AIDS em 2012.

Em 12 de outubro de 2010, a AIM informou que um ator ou atriz havia sido infectado com HIV. O nome e o gênero da pessoa não foram divulgados ao público.
Vivid Entertainment e Wicked Pictures foram as primeiras empresas a anunciar a paralisação das filmagens. Embora a Wicked Pictures permita que alguns performers usem preservativos, a empresa interrompeu suas atividades para aguardar a lista de quarentena.
Vários outros estúdios pornográficos paralisaram suas atividades como medida preventiva.
Na época, nenhum outro performer testou HIV positivo.
Em dezembro, o performer HIV positivo foi identificado como Derrick Burts. Burts havia trabalhado tanto na pornografia heterossexual quanto na gay.
Apesar de ter contraído gonorreia, clamídia e sífilis, Burts continuou participando de cenas de sexo desprotegido em filmes antes de se aposentar, assim que foi diagnosticado como HIV positivo. Ele foi informado pela Fundação de Saúde da Indústria Médica para Adultos que havia contraído a doença, a qual, segundo Burts, ocorreu em um set fora do sistema AIM, enquanto participava de uma cena de sexo oral com outro ator masculino "HIV positive".
Em junho de 2013, um performer masculino gay testou positivo para HIV em um exame de sangue rotineiro conduzido pela FSC. O performer anônimo havia trabalhado anteriormente exclusivamente em filmes onde se usavam preservativos. A FSC determinou que a infecção não ocorreu no set.
Em agosto de 2013, uma performer adulta, Cameron Bay, testou HIV positivo.
Em resposta, a FSC organizou uma moratória em toda a indústria de 21 a 27 de agosto.
Em 4 de setembro, Rod Daily, ex-namorado de Cameron Bay, anunciou que também havia testado HIV positivo.
Dois dias depois, uma terceira performer anônima testou positivo, levando a FSC a organizar uma segunda moratória de 6 a 20 de setembro.
Todas as três infecções foram constatadas como tendo ocorrido fora do set.
Rumores surgiram de um quarto teste positivo para HIV durante setembro, mas nunca foram comprovados.
Em dezembro de 2013, um ator pornográfico masculino testou HIV positivo, levando a FSC a interromper as filmagens por uma semana. Essa infecção também foi determinada como ocorrida fora do set.

## Testagem e clínicas
A Fundação de Assistência Médica à Indústria Adulta (em ingles AIM Healthcare ou AIM) foi fundada em 1998 e ajudou a estabelecer um sistema de monitoramento para a indústria de filmes pornográficos nos Estados Unidos, sendo que os atores desses filmes eram obrigados a realizar testes para HIV, clamídia e gonorreia a cada 30 dias, e duas vezes por ano para hepatite, sífilis e HSV.
No entanto, a AIM encerrou todas as suas operações em maio de 2011, forçando a indústria a buscar outros mecanismos para apoiar e aplicar a testagem regular.
A lacuna foi preenchida pela Free Speech Coalition, que estabeleceu o sistema Adult Production Health and Safety Services (APHSS), agora conhecido como Performer Availability Screening Services (PASS).
Desde 2011, a testagem de IST para performers pornográficos heterossexuais vem sendo monitorada por eles.
Além de tomar as precauções necessárias, como a profilaxia pré-exposição, os performers são testados a cada quatorze dias para HIV, sífilis, gonorreia, clamídia, hepatite B e C e tricomoníase.
De acordo com a PASS, não houve transmissão de HIV no set de filmagens regulamentado desde 2004.
A indústria considera o método de testagem uma prática viável para um sexo mais seguro.
O médico canadense e especialista em HIV/AIDS, Dr. Allan Ronald, que realizou estudos inovadores sobre a transmissão de ISTs, afirmou que não há dúvida quanto à eficiência do método de testagem, mas que se sentia um pouco desconfortável, "porque isso passa a mensagem errada — de que você pode ter múltiplos parceiros sexuais sem preservativos —, mas não posso dizer que não funciona."
A atriz pornográfica Nina Hartley afirmou que o tempo necessário para filmar uma cena pode ser muito longo, e o uso de preservativos pode ser desconfortável, pois causa queimaduras por fricção e gera lesões na mucosa genital.
Defendendo o método de testagem para os performers, Hartley disse, "Testar funciona para nós, e preservativos funcionam para os de fora."
Outras performers femininas também se opuseram ao uso de preservativos no trabalho. Citando o fato de que as chances de os performers da indústria contrair HIV são muito menores em comparação com pessoas sexualmente ativas fora da indústria, elas se opuseram veementemente às regulamentações da Medida B, que tornaram o uso de preservativos obrigatório em filmes pornográficos.
O uso de preservativos tem sido considerado um risco ocupacional devido a problemas de rompimento, ocasionamento de micro-lacerações, inchaço e infecções por fungos; fatores que, em conjunto, os tornam mais suscetíveis às ISTs.

### Limitações e críticas
Como os Centros de Controle e Prevenção de Doenças (CDC) recomendam a triagem para herpes apenas em casos sintomáticos, a maioria dos testes para IST não inclui a triagem para os vírus HSV-1 ou HSV-2 a menos que seja especificamente solicitada pelo médico.
Enquanto isso, pessoas assintomáticas que são positivas para o vírus podem transmiti-lo sexualmente.
Os atores pornográficos também não são testados para infecção por HPV.
Um teste para HPV normalmente não está incluído em uma triagem padrão de IST para pessoas com menos de 30 anos, já que muitas das cepas do HPV se resolvem por conta própria. No entanto, recomenda-se realizá-lo uma vez a cada cinco anos em pessoas com mais de 30 anos.

## Legislação

### Regulamentações para limitar a propagação do vírus HIV
Devido a esse surto limitado, o governo do Estado da Califórnia considerou regulamentar a indústria. Alguns propuseram tornar obrigatório o uso de preservativo durante cenas sexualmente explícitas. Especialistas da indústria afirmam que isso arruinaria as vendas de seus produtos, já que o conteúdo sem proteção é um dos pontos de venda de alguns de seus filmes. Eles afirmam que o uso de preservativos destrói as fantasias sexuais de muitos espectadores. Ainda, os insiders sustentam que tal regulamentação forçaria a indústria a operar de forma clandestina, fora da Califórnia ou no exterior, onde os performers estariam mais expostos a riscos de saúde.
A Adult Industry Medical Health Care Foundation (AIM Healthcare), uma organização sem fins lucrativos, trabalhou com o governo para desenvolver políticas que fossem aceitáveis tanto para a indústria quanto para o poder público.

### Medida de referendo de 2012 em Los Angeles
Na eleição de 2012, os eleitores de Los Angeles foram apresentados com a Medida B ("Lei de Sexo Mais Seguro na Indústria de Filmes para Adultos") com o seguinte texto:
Deve ser adotada uma portaria que exija que os produtores de filmes para adultos obtenham uma licença de saúde pública do Condado, que obrigue os performers de filmes para adultos a usar preservativos durante atos sexuais, que exija a comprovação de conclusão de curso de treinamento em patógenos transmitidos pelo sangue, que afixe a licença e os avisos para os performers, e que torne as violações da portaria sujeitas a multas civis e acusações criminais?
Os defensores da medida afirmaram que os performers pornográficos eram significativamente mais propensos a contrair HIV do que a população em geral e que, geralmente, não recebiam seguro de saúde por parte de seus empregadores, fazendo com que o contribuinte arcasse com os custos do tratamento de HIV. Os opositores alegaram que seria um desperdício de recursos públicos, dada a existência de protocolos rigorosos de testagem para HIV e o fato de que ninguém contraiu HIV no set desde 2004 nos Estados Unidos.
Os membros da indústria de filmes para adultos sustentaram que a própria indústria se autorregula, além de alegarem que o público não assistirá a cenas com preservativos. A medida foi aprovada com 56% dos votos a favor e 44% contra. A FSC afirmou que irá contestar a lei com base em fundamentos constitucionais.
A AIDS Healthcare Foundation tentou, diversas vezes, que o Conselho de Recursos da Divisão de Segurança e Saúde Ocupacional do Departamento de Relações Industriais da Califórnia obrigasse as empresas da indústria pornográfica a tratar atores e atrizes como empregados sujeitos à regulamentação de segurança e saúde ocupacional; em um caso de 2014 movido contra a Treasure Island Media, um juiz administrativo concluiu que a empresa, de fato, precisava cumprir as regulamentações.